# Ла Калета (Нуоро)
Ла Калета је насеље у Италији у округу Нуоро, региону Сардинија.
Према процени из 2011. у насељу је живело 1357 становника. Насеље се налази на надморској висини од 4 м.